# Rotterdam
Rotterdam – miasto w zachodniej Holandii, w prowincji Holandia Południowa, stanowi południową część Randstadu, szóstego największego obszaru metropolitalnego w Europie, który zamieszkuje ok. 6,7 miliona ludzi.

## Położenie
Miasto położone jest w delcie Renu i Mozy, nad Nową Mozą (ramię deltowe Renu), połączone jest z Morzem Północnym kanałem Nieuwe Waterweg o długości 30 km.

## Historia
Po raz pierwszy Rotterdam wzmiankowany jest w 1283 roku, prawa miejskie otrzymał w 1299. Od XVI wieku rozpoczęto rozbudowę portu. W XVII–XVIII wieku nastąpił rozkwit miasta (rozwój handlu głównie z Francją i Anglią oraz przemysłu okrętowego i sukiennictwa). Od około 1850, wraz z rozwojem żeglugi na Renie i przemysłu Zagłębia Ruhry, jak też znacznej rozbudowy i modernizacji portu, wzrosło światowe znaczenie Rotterdamu. W maju roku 1940 w czasie II wojny światowej zniszczony nalotem dywanowym Luftwaffe (zob. bombardowanie Rotterdamu). 
Nieliczne zachowane zabytki, m.in. gotycki kościół św. Wawrzyńca (XV – XVI), dom Schielandshuis (druga połowa XVII wieku, obecnie Muzeum Historyczne); pomnik z brązu „Rozdarte miasto” stworzył Ossip Zadkine (1953).

## Dzielnice Rotterdamu
Administracyjnie Rotterdam podzielony jest na 14 dzielnic:
| - Centrum - Charlois - Delfshaven - Feijenoord - Hillegersberg-Schiebroek - Hoogvliet - Hoek van Holland | - IJsselmonde - Kralingen-Crooswijk - Noord - Overschie - Pernis - Prins Alexander - Rozenburg |

## Transport
Wielki węzeł transportowy. Krzyżują się tu autostrady: A13, A15, A16 i A20.
Ważny węzeł kolejowy. Miasto posiada również Międzynarodowy Port Lotniczy i Międzynarodowy Port Morski. 
Metro w Rotterdamie obsługuje pięć lokalnych linii, w tym jedną do Hagi. Miasto posiada 36 linii autobusowych o długości 432,7 kilometra i 9 linii tramwajowych o długości 93,4 kilometra.
Otwarta w 1879 roku sieć tramwajowa w Rotterdamie składa się obecnie z dziewięciu regularnych linii tramwajowych i trzech specjalnych lub sezonowych linii tramwajowych.

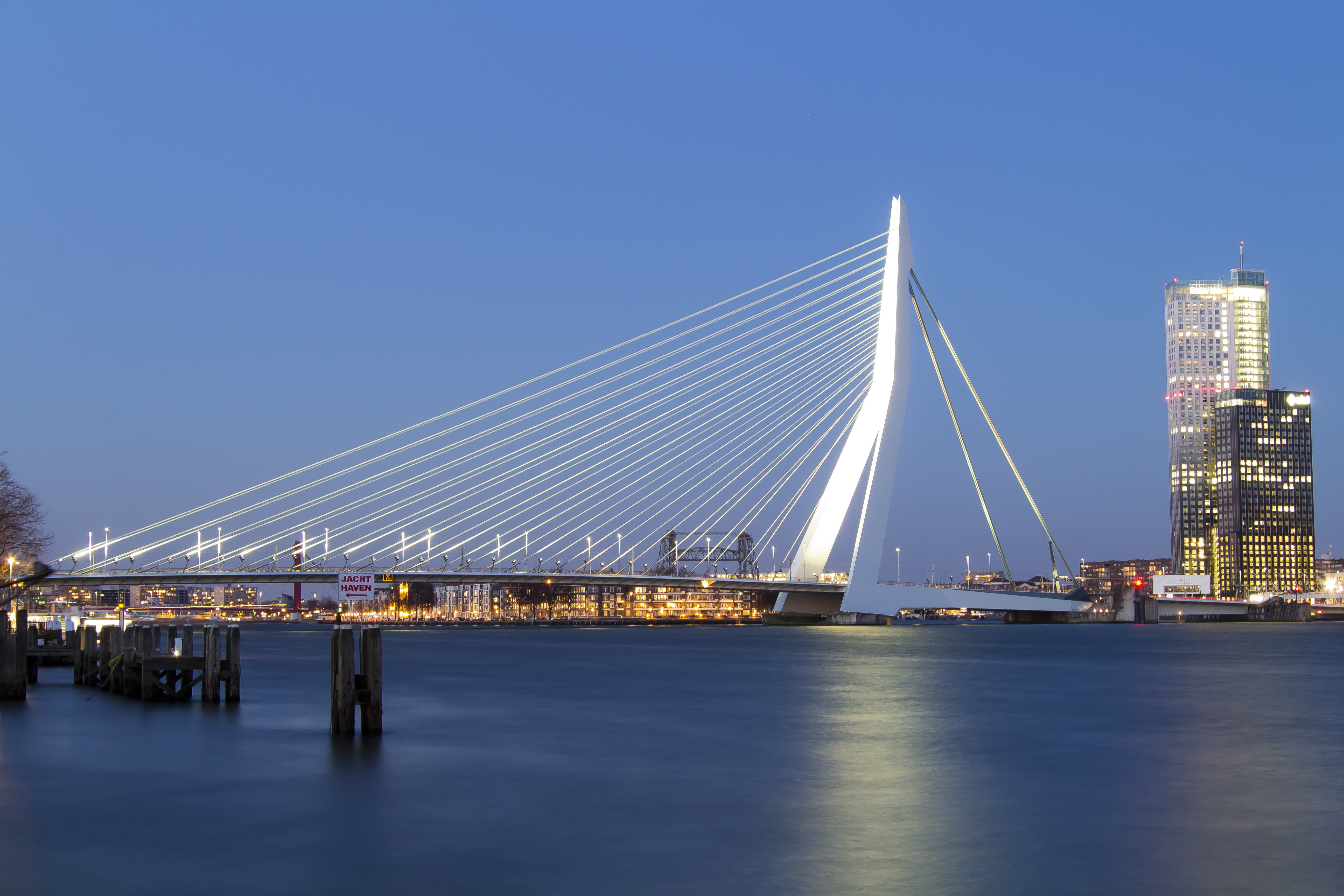
Erasmusbrug w Rotterdamie
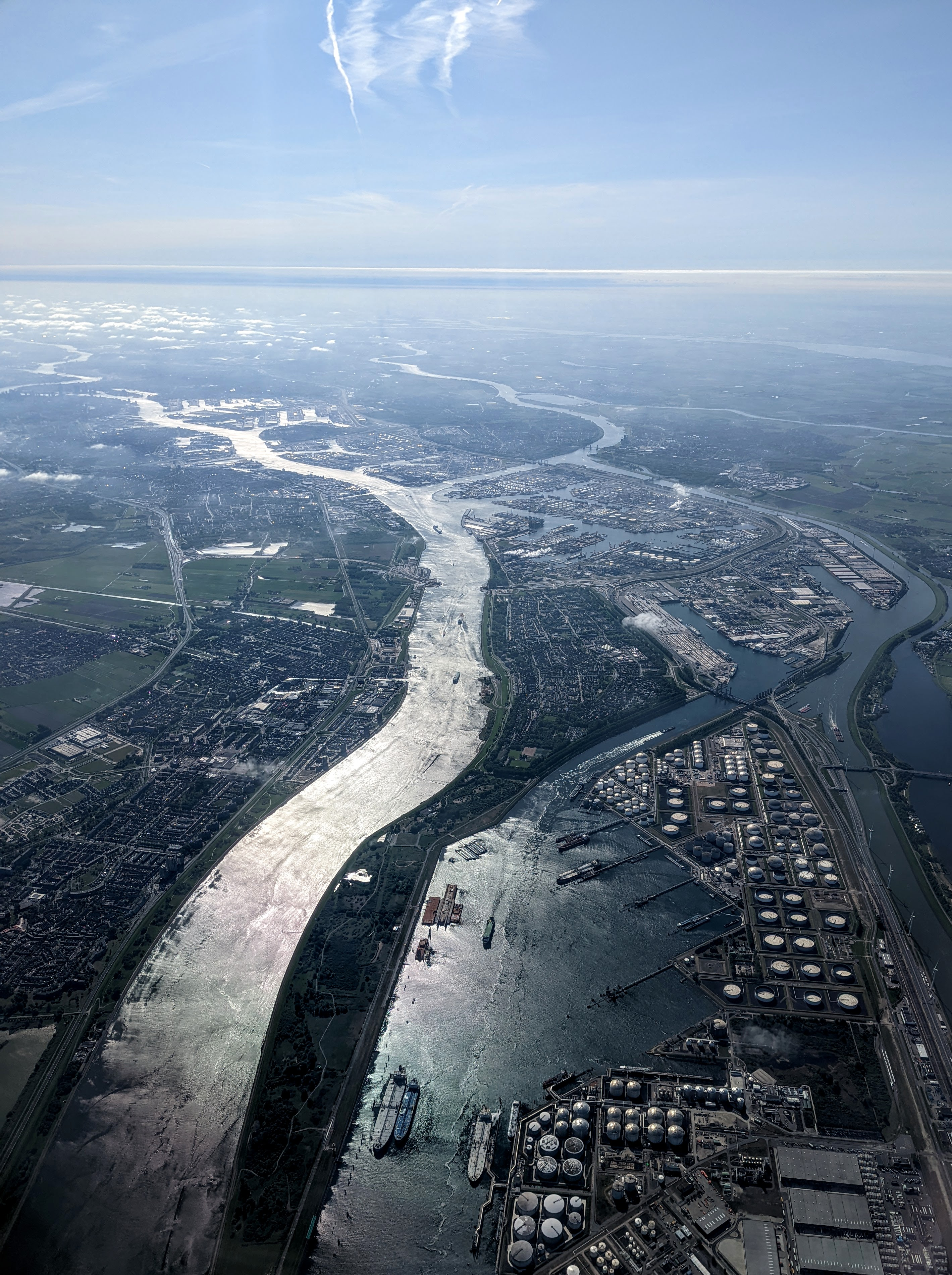
Europoort w Rotterdamie
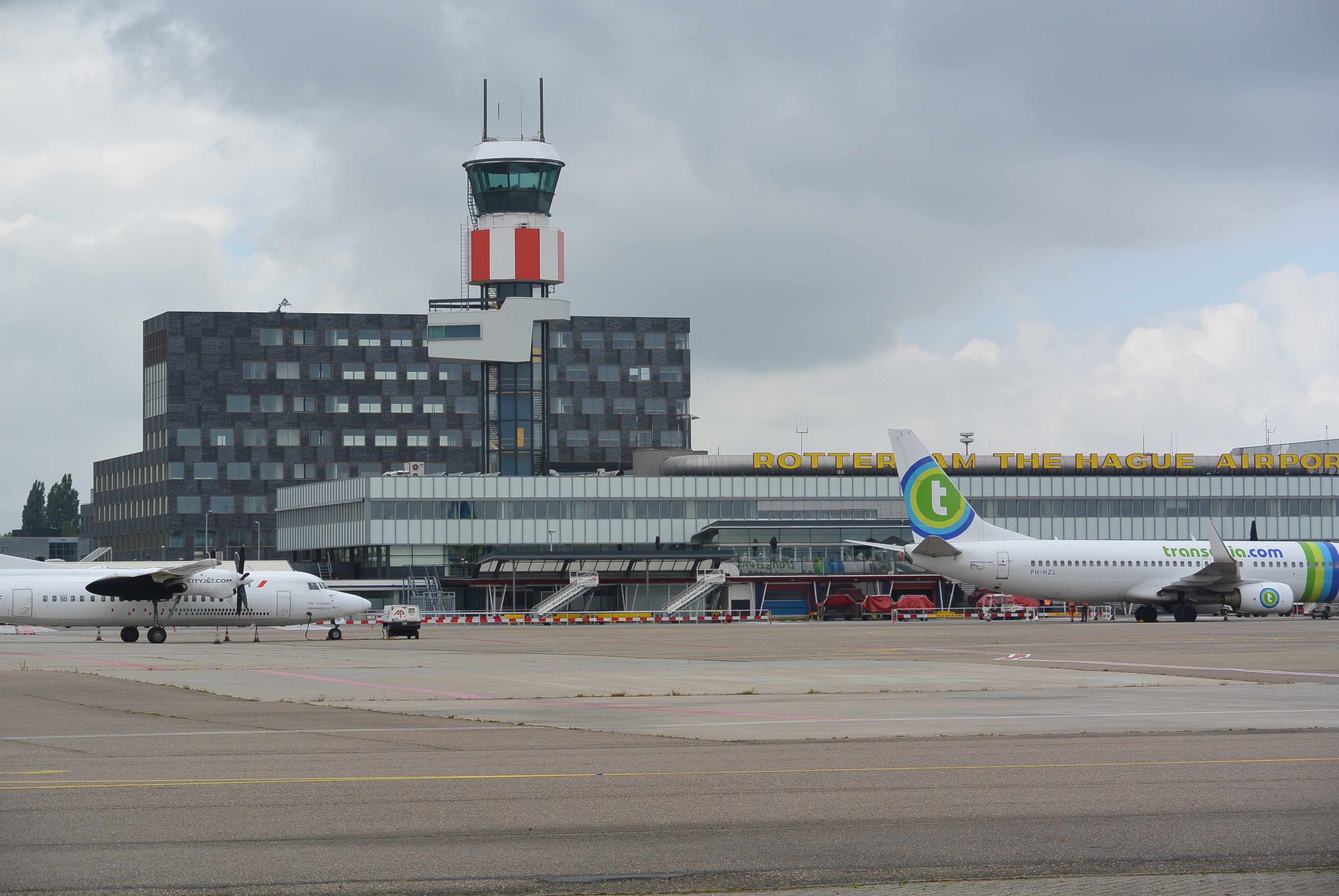
Międzynarodowy port lotniczy w Rotterdamie
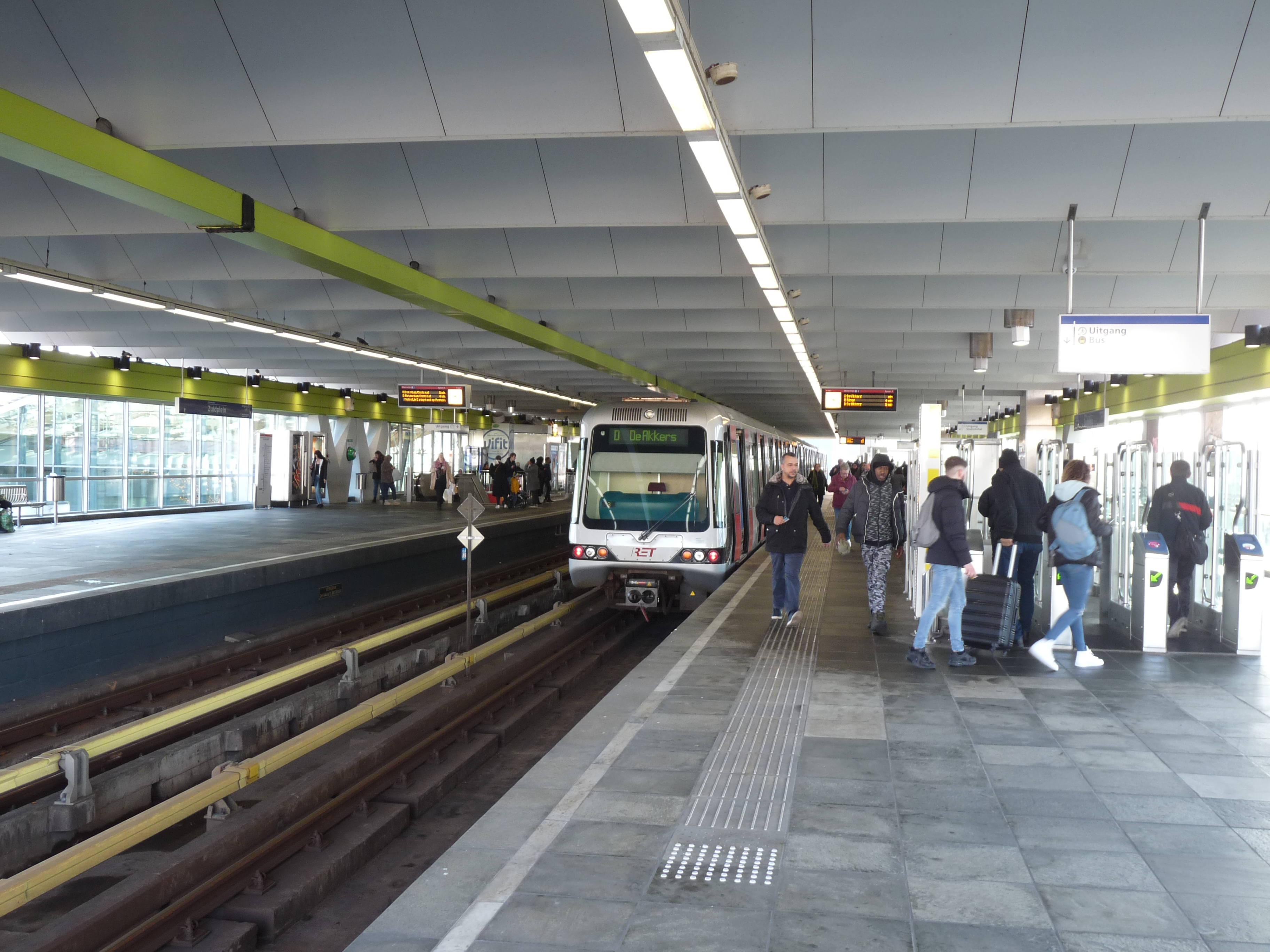
Metro w Rotterdamie
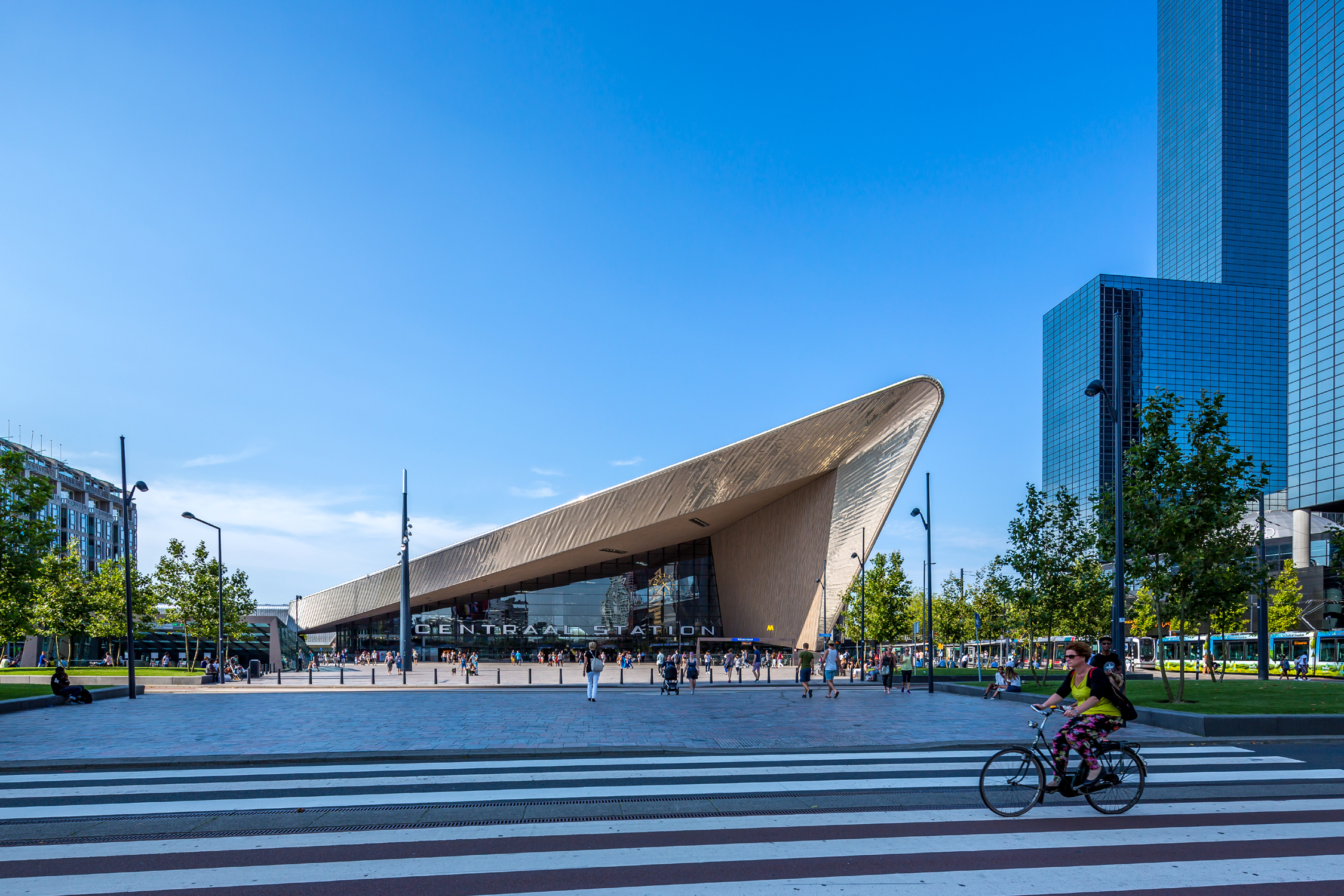
Centraal Station Rotterdam

### Porty
Rotterdam ma największy port w Europie, który rozciąga się na długości 40 km. Rzeki Moza i Ren zapewniają doskonały dostęp w głąb kraju i pozwalają dotrzeć aż do Bazylei oraz Francji. W 2003 roku Singapur, a następnie w 2005 roku Szanghaj, przejęły rolę największego portu świata (licząc według wielkości przeładunku).
Najważniejszym działem portu jest przemysł petrochemiczny oraz obsługa frachtu i przeładunku. Port wyposażony jest w nowoczesne terminale naftowe (Maasvlakte, Europoort, Pernis, Botlek), rudowe oraz kontenerowe. Obsługuje wymianę handlową krajów nadreńskich: przywóz ropy naftowej, rud metali, węgla kamiennego, zboża, wywóz produktów naftowych, maszyn, środków transportu i chemikaliów.

## Kultura

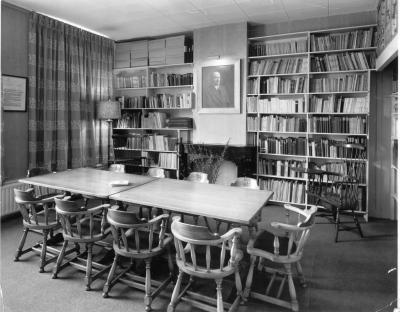
Biblioteka Hectora Hodlera w Rotterdamie

Wraz z Porto Rotterdam był Europejską Stolicą Kultury w 2001 roku.
W Rotterdamie znajdują się różne instytucje kulturalne. Znane muzea to Museum Boijmans Van Beuningen, Het Nieuwe Instituut, Wereldmuseum, Kunsthal, Kunstinstituut Melly i Muzeum Morskie w Rotterdamie.
Muzeum Historyczne w Rotterdamie zostało przekształcone w Muzeum Rotterdam. Inne muzea to Muzeum Podatków i Ceł, Muzeum Holenderskiej Piechoty Morskiej i Muzeum Historii Naturalnej.
Rotterdam był gospodarzem Konkursu Piosenki Eurowizji 2021. W kompleksie Ahoy na południu miasta odbywają się koncerty muzyki pop, wystawy, turnieje tenisowe i inne atrakcje. Miasto ma własną orkiestrę, Orkiestrę Filharmonii w Rotterdamie.
W Rotterdamie znajduje się jeden główny uniwersytet, Uniwersytet Erazma w Rotterdamie (EUR), nazwany na cześć jednego ze słynnych byłych mieszkańców miasta, Desideriusa Erasmusa.

## Sport
W Rotterdamie mają swoją siedzibę kluby piłkarskie Feyenoord, Sparta i SBV Excelsior.

## Współpraca
Miejscowości partnerskie:

## Osoby związane z Rotterdamem
- Leo Beenhakker (ur. 1948) – piłkarz, trener piłkarski
- Kristie Boogert (ur. 1973) – tenisistka
- Giovanni van Bronckhorst (ur. 1975) – piłkarz
- Luigi Bruins (ur. 1987) – piłkarz
- Ferry Corsten (ur. 1973) – DJ i producent muzyki trance
- Edsger Dijkstra (1930–2002) – naukowiec, pionier informatyki
- Robert Doornbos (ur. 1981) – kierowca wyścigowy
- Royston Drenthe (ur. 1987) – piłkarz
- Erazm z Rotterdamu (1467–1536) – filolog, filozof, pedagog, jeden z czołowych humanistów renesansu, pisarz, myśliciel chrześcijański, katolicki duchowny (oskarżony o herezję)
- Pim Fortuyn (1948–2002) – polityk
- Piet Heyn (1577–1629) – admirał, bohater wojny osiemdziesięcioletniej
- Rem Koolhaas (ur. 1944) – architekt i publicysta, laureat Nagrody Pritzkera i Nagrody Miesa van der Rohe
- Willem de Kooning (ur. 1904–1997) – malarz, przedstawiciel abstrakcyjnego ekspresjonizmu
- Richard Krajicek (ur. 1971) – tenisista
- Nigel Melker (ur. 1991) – kierowca wyścigowy
- Fatima Moreira de Melo (ur. 1978) – hokeistka na trawie
- Jan Muller (1921–1983) – botanik
- Robin van Persie (ur. 1983) – piłkarz
- Raemon Sluiter (ur. 1978) – tenisista
- Cornelis Tromp (ur. 1629) – admirał

## Galeria

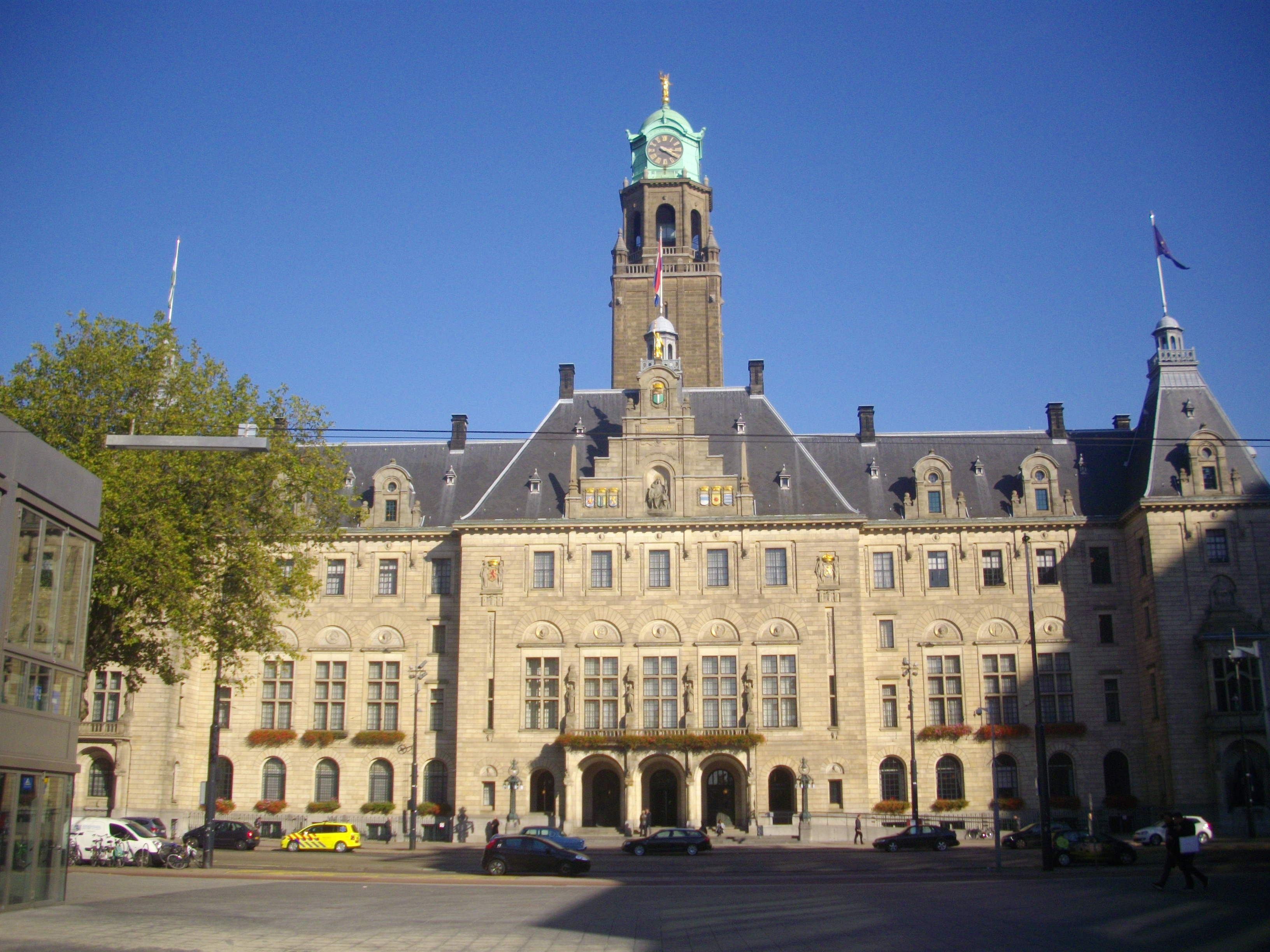
Ratusz w Rotterdamie
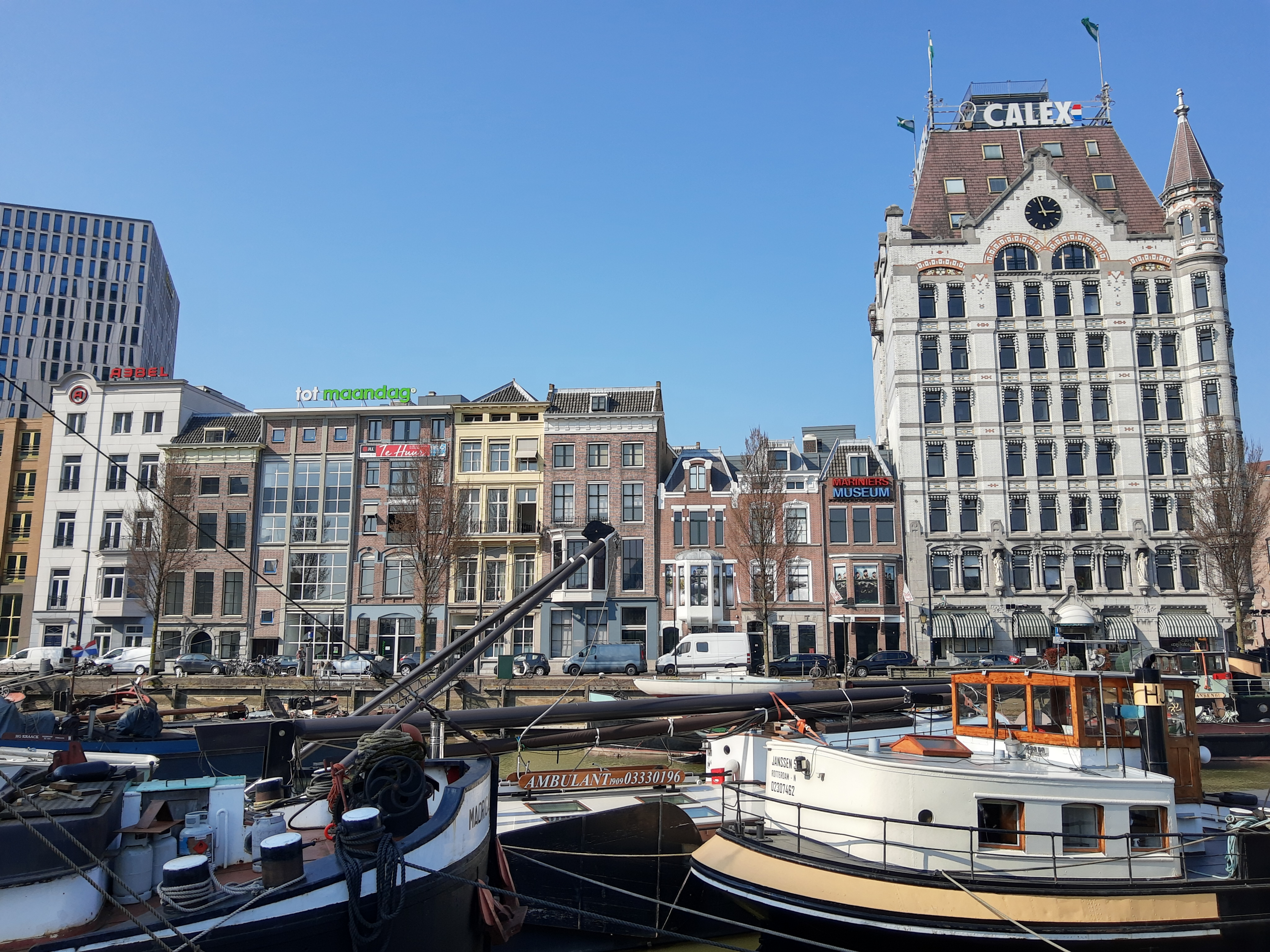
Witte Huis
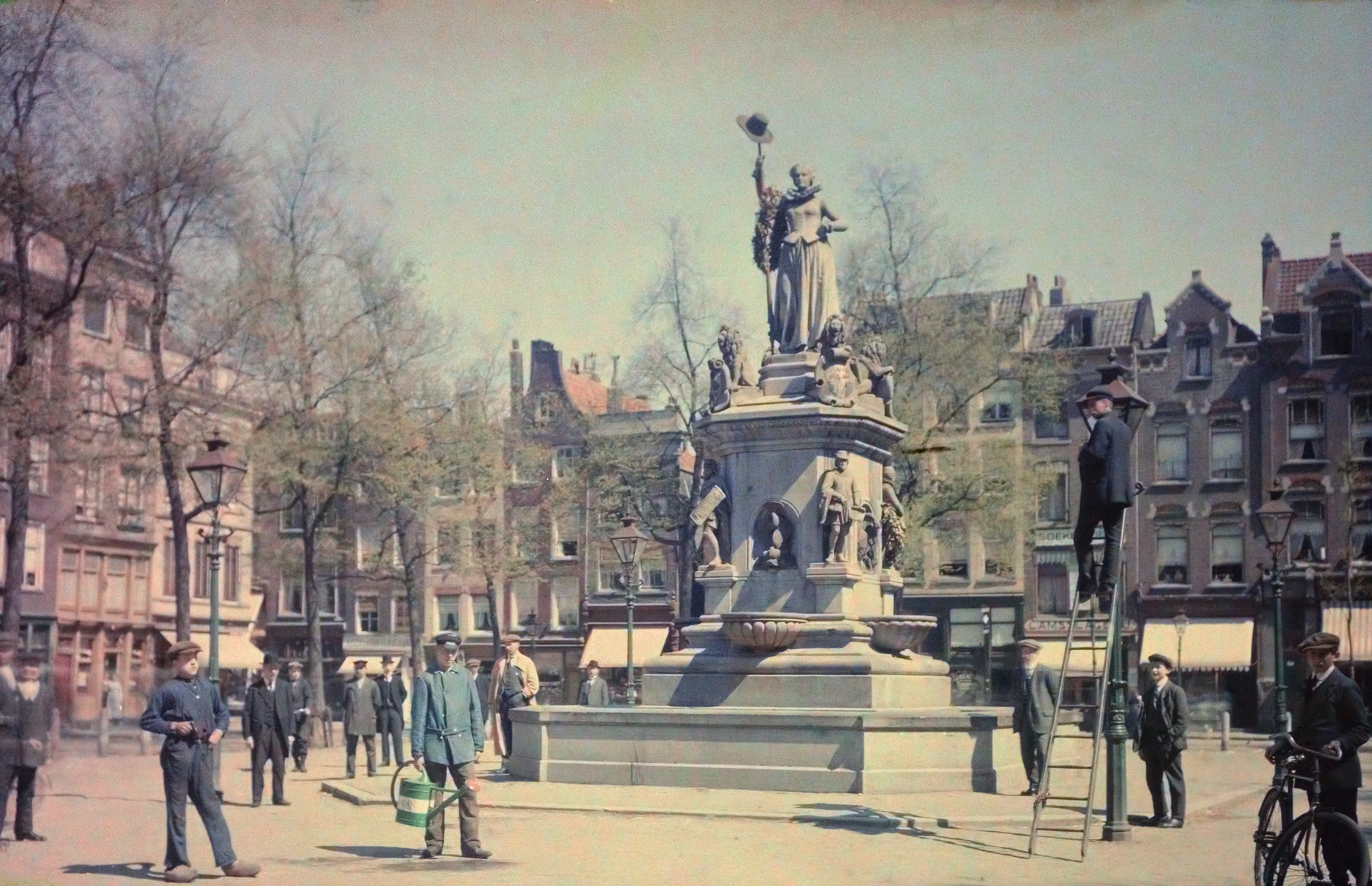
Nieuwemarkt w Rotterdamie na autochromie w 1915 roku
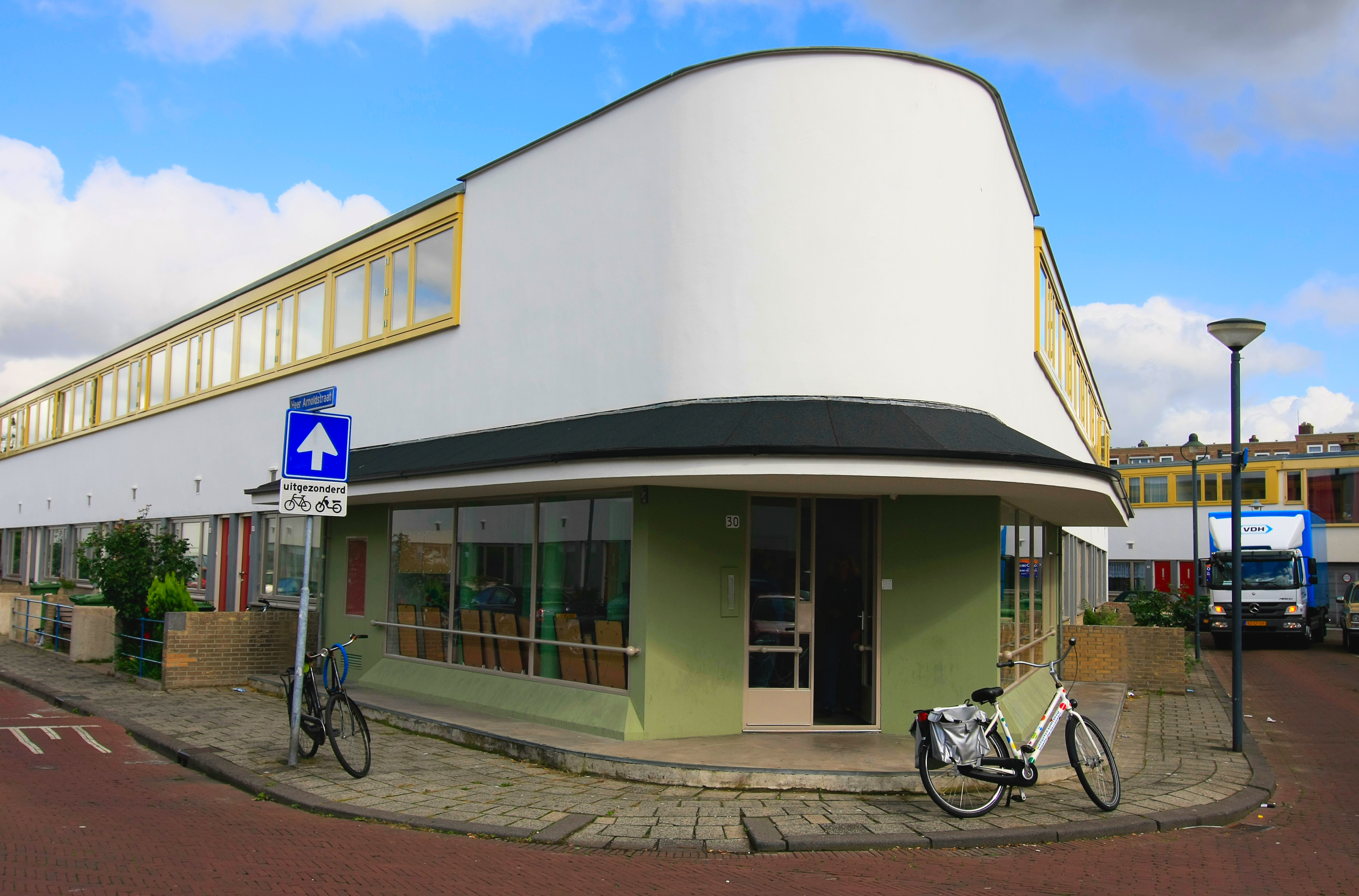
Zabytek architektury modernizmu: J.J.P. Oud, osiedle Kiefhoek w Rotterdamie (1930)
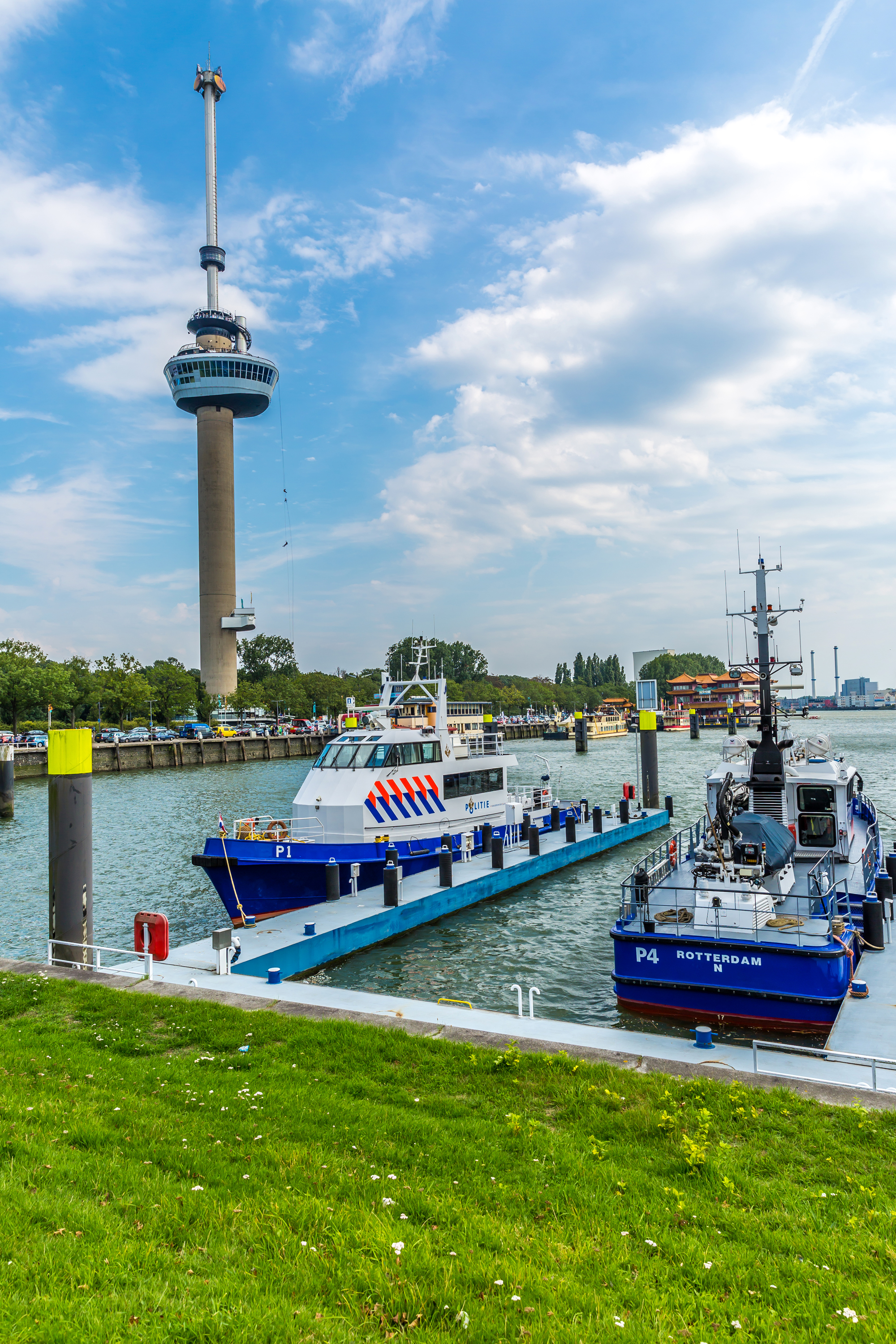
Euromast
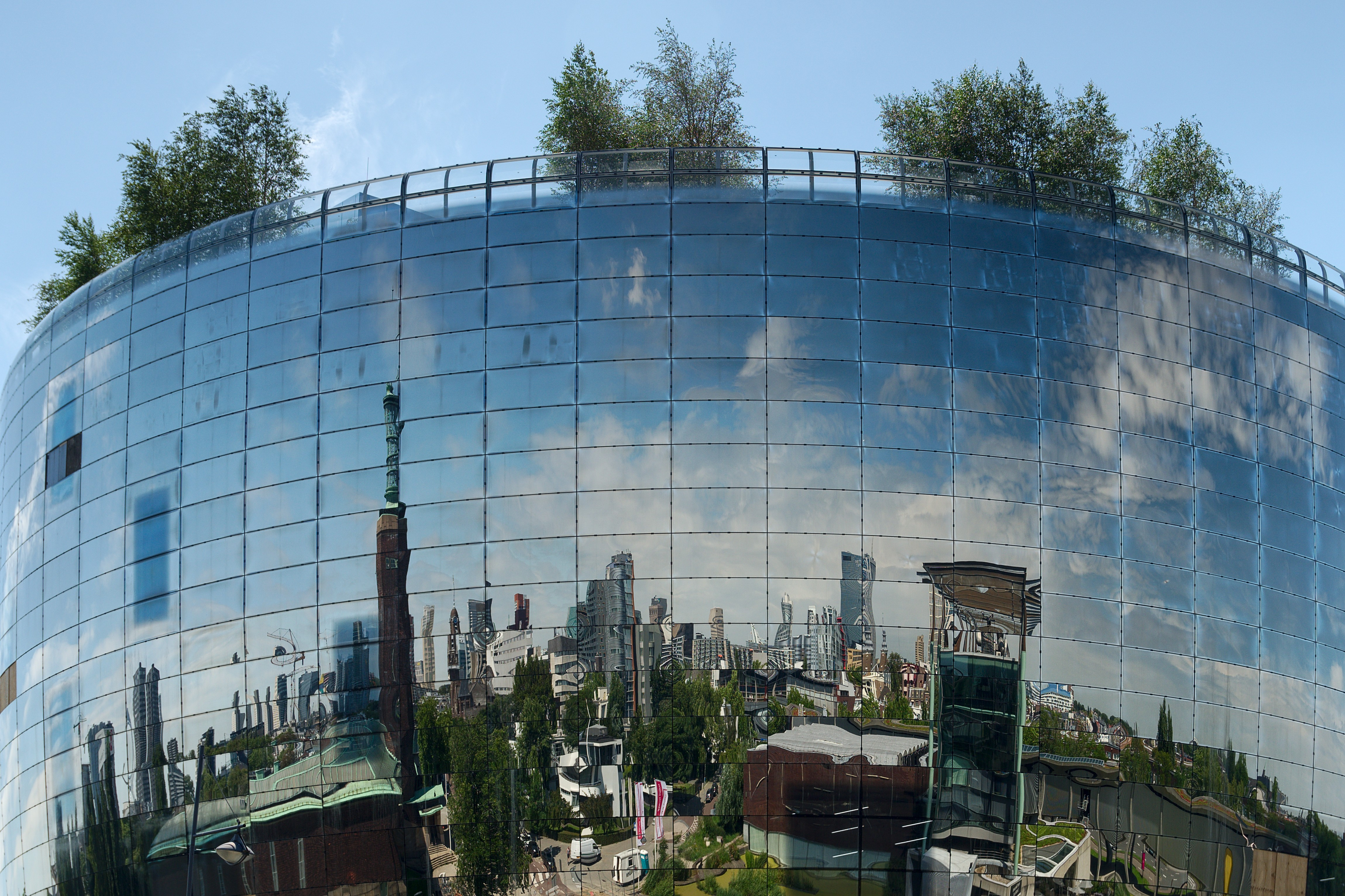
Depot Boijmans Van Beuningen
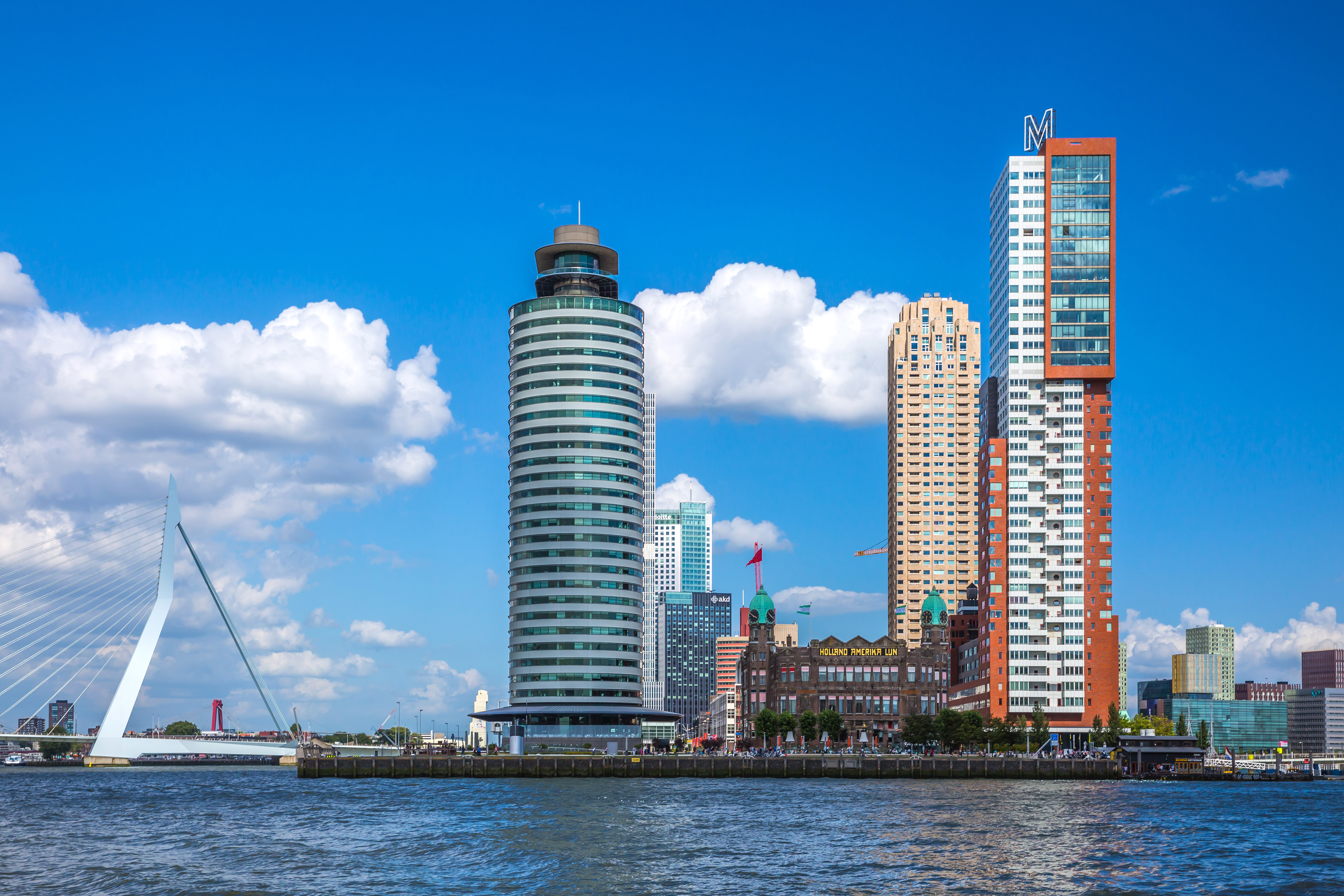
Wieżowce w Rotterdamie
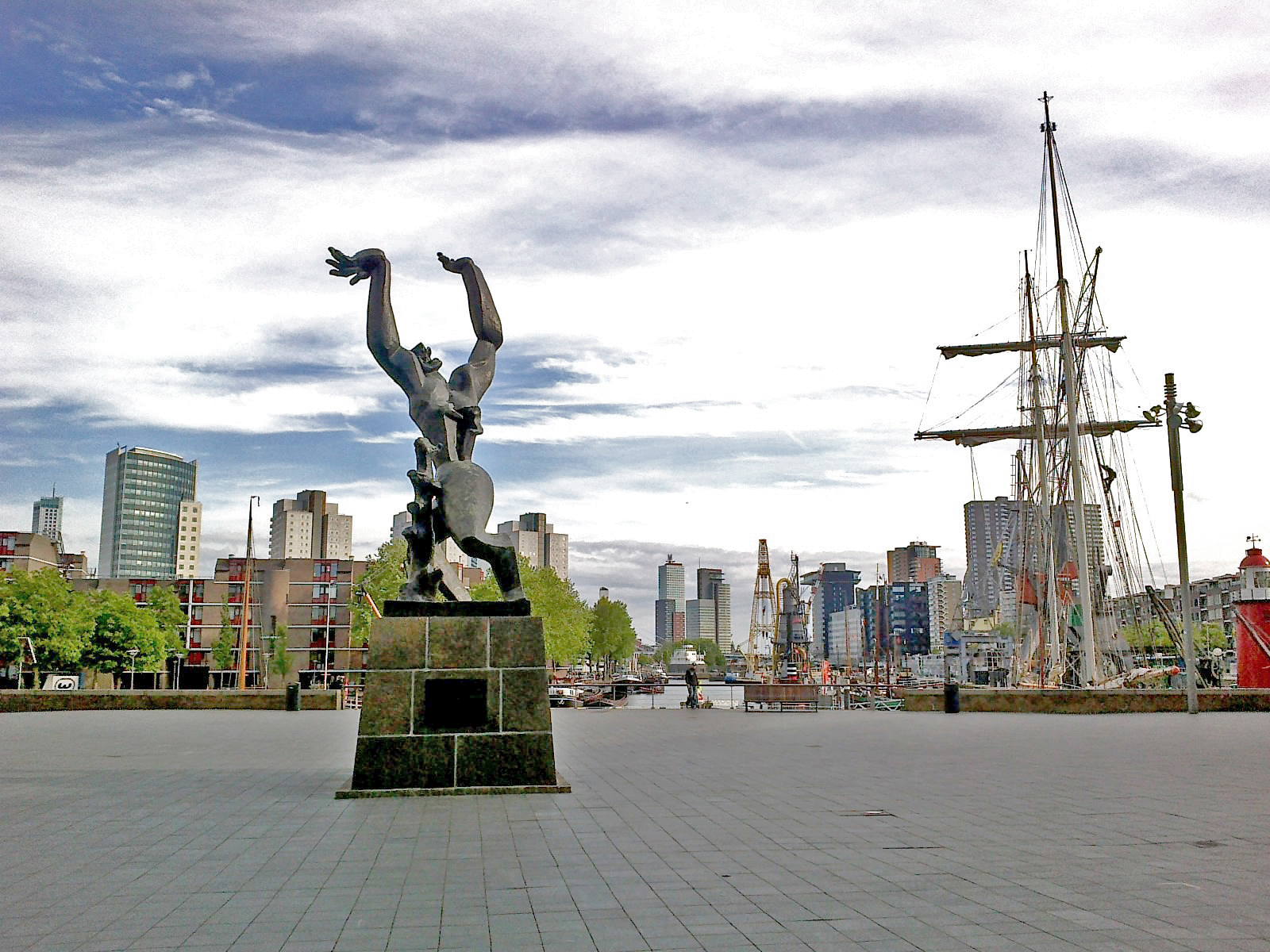
De verwoeste stad
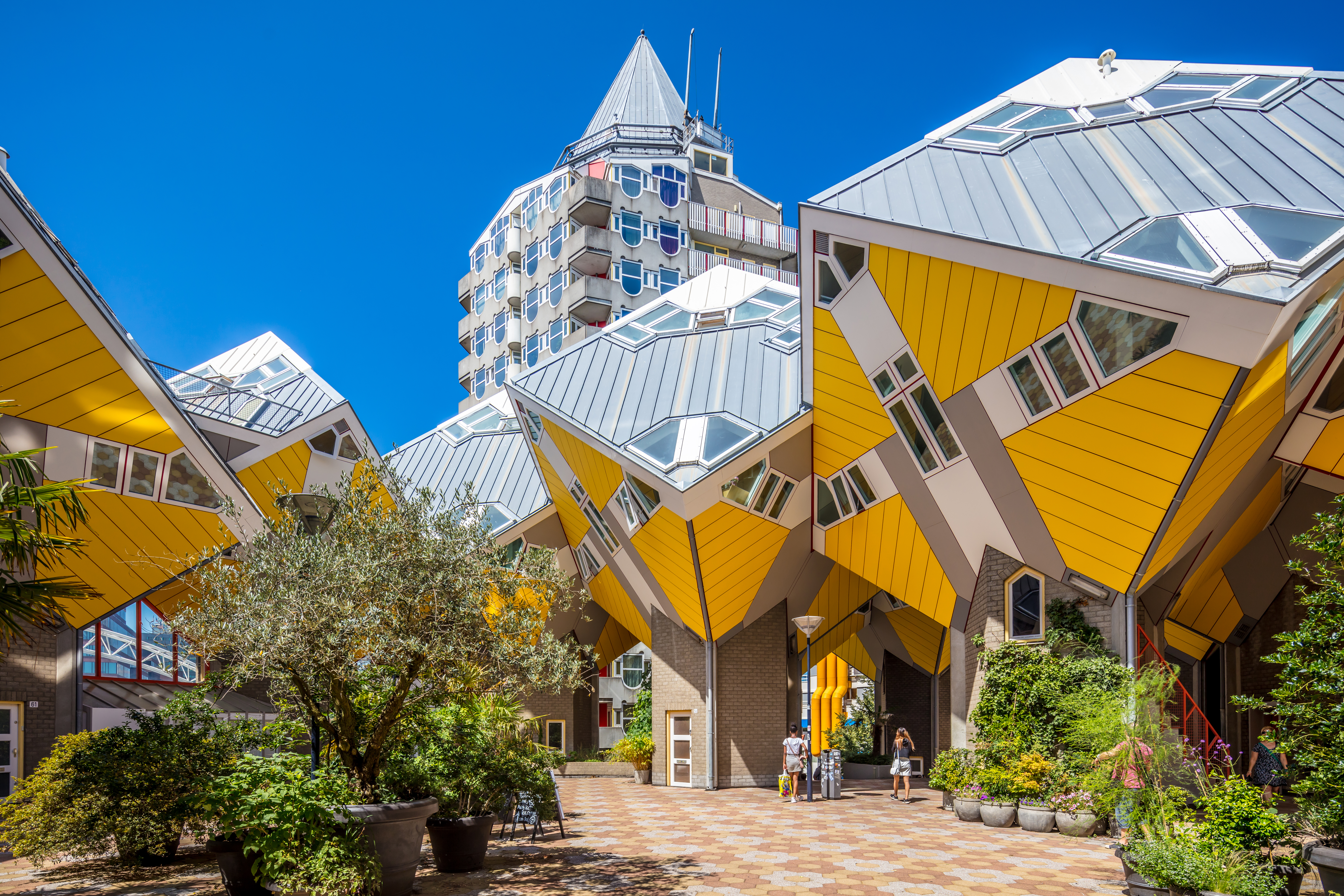
Kubuswoningen
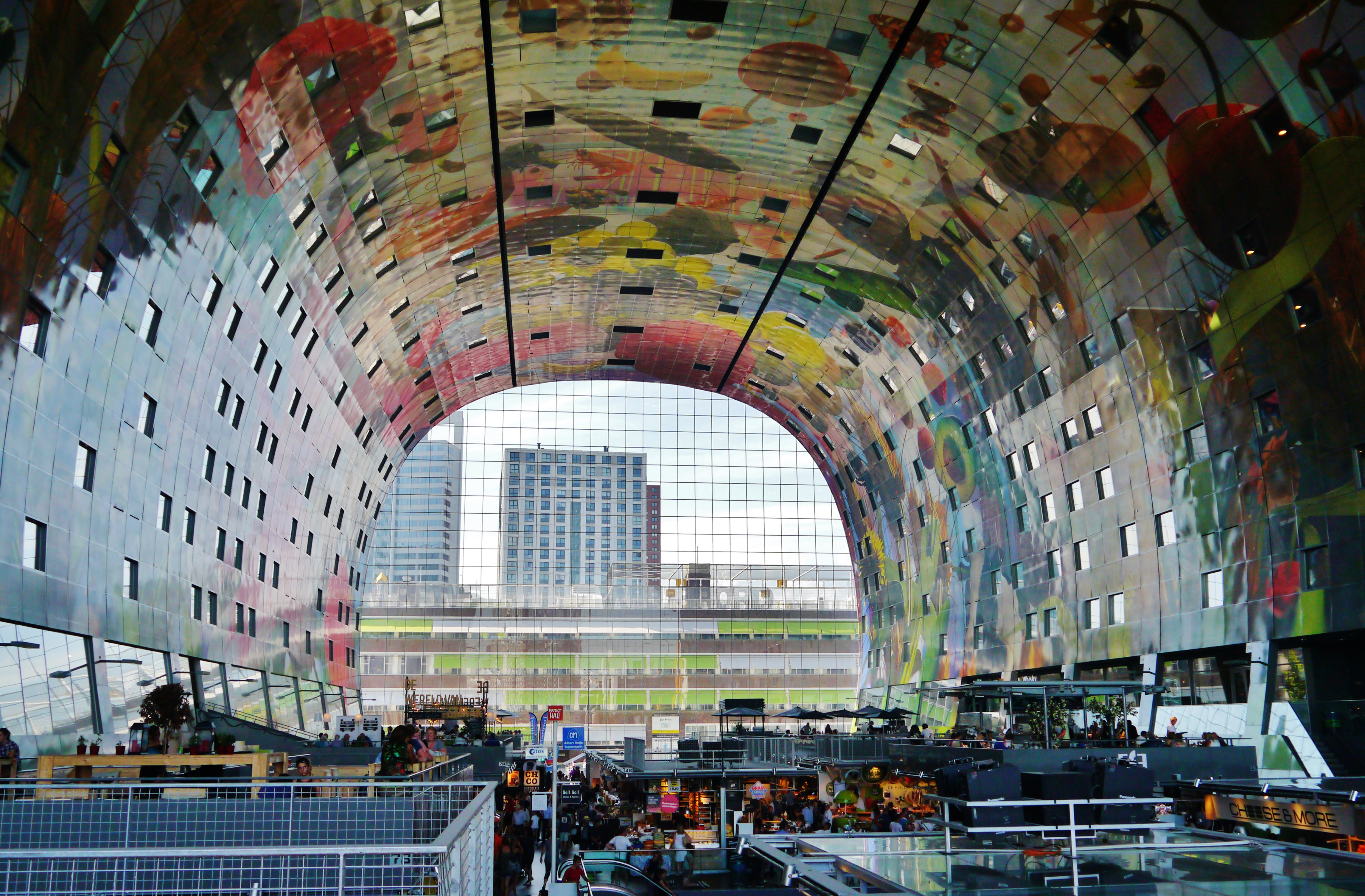
Markthal